# Grandiana armadillo
Grandiana armadillo är en stekelart som beskrevs av Boucek 1988. Grandiana armadillo ingår i släktet Grandiana och familjen fikonsteklar.
Artens utbredningsområde är Papua Nya Guinea. Inga underarter finns listade i Catalogue of Life.